# バスケットボールバルバドス代表
バスケットボールバルバドス代表（バスケットボールバルバドスだいひょう、Barbados men's national basketball team）は、バルバドスバスケットボール協会により国際大会に派遣される男子バスケットボールナショナルチームである。
カリブ海選手権では金メダル2個と銀メダル2個を獲得している。

## 過去の国際大会成績

### 夏季オリンピック
- 出場なし

### ワールドカップ
- 出場なし

### アメリカップ
- 1995年 － 10位

## 主な歴代代表選手
- ディーン・ブラウン